# Polycarpaea somalensis
Polycarpaea somalensis är en nejlikväxtart som beskrevs av Adolf Engler. Polycarpaea somalensis ingår i släktet Polycarpaea och familjen nejlikväxter. Inga underarter finns listade i Catalogue of Life.